# Arapaçu-marrom
Trepa-troncos-de-hoffmann ou arapaçu-marrom (Dendrocolaptes hoffmannsi) é uma espécie de ave da subfamília Dendrocolaptinae.
É endémica do Brasil.
Os seus habitats naturais são: florestas subtropicais ou tropicais húmidas de baixa altitude.